# 篠原梨菜
篠原 梨菜（しのはら りな、1996年10月29日 - ）は、TBSテレビのアナウンサー。

## 来歴
北海道札幌市で生まれ、神奈川県川崎市で育つ。川崎市立高津中学校から東京学芸大学附属高等学校を経て、東京大学文科三類へ進学。大学2年時の2016年に『ミス東大2016』でグランプリに選ばれたことを機に、スプラウト（セント・フォースの関連会社）に所属した。大学3年時から法学部第1類（法学総合コース）に在籍。民法・国際法・法社会学・比較政治学（東アジアの政治）のゼミで学びながら、『めざましどようび』（フジテレビ）でお天気キャスターを務めるなど、「学生タレント」として活動した。さらに、在学中にはベンチャーキャピタルのインターンシップに参加している。
大学卒業後の2019年4月1日付で、近藤夏子・若林有子・渡部峻と共に、アナウンサーとしてTBSテレビに入社した。「TBSテレビのアナウンサー」として初めて出演した番組は8月21日放送分の『東大王』で、TBSラジオの番組には同月30日の『ジェーン・スー 生活は踊る』から出演。その後は・報道・情報系のテレビ番組を主に担当しながら、多彩な趣味を生かしてバラエティ系の企画や執筆活動も携わっている。
2021年8月からは、「ニュース班」として生中継のリポートを担当する『THE TIME'』（TBSテレビ）の企画を兼ねて気象予報士試験に挑戦中。
その一方で、2022年10月23日のプリンセス駅伝テレビ中継では、ラジオを含めたスポーツ中継への実況デビューを第2中継所で果たした。本戦に当たる同年のクイーンズ駅伝（11月27日）テレビ中継でも、「TBS→TBSテレビが制作する駅伝中継では初めて」という女性アナウンサーだけの中継所実況を、先輩の日比麻音子・後輩の佐々木舞音とともに実現（自身は第2・第5中継所の実況を担当）。2024年には、（駅伝を含めた）ロードレース中継では初めてのバイクリポートを、第3回東京レガシーハーフマラソン中継（10月20日にBS-TBSで全国向けに放送）の女子レースで任されている。

## 人物
身長155 cm。TOEICの最高スコアは895点。世界遺産検定2級を保持している。大学入試センター試験の点数は900点満点中738点であった。
中学時代に、科学自由研究のコンテストで文部科学大臣賞を受賞した。その一方で、高校では軽音楽部と家庭科部に所属。東京大学ではアイドルコピーダンスサークル「東大娘。」でも活動していたことから、アイドルのコピーダンスを得意にしている。
いわゆる「活字中毒」を自認するほどの読書好きだが、TBSテレビへの入社後は、麺料理（特に中華そば・つけ麺・台湾まぜそば）の食べ歩きやサウナへの入浴も「趣味」に挙げている。『THE TIME'』では、開始の当初から生中継で随時臨んでいた試食リポートでの豪快な食べっぷりが好評で、2022年4月から「早朝グルメ」（早朝から営業している店舗での購入・飲食が可能なグルメの魅力を午前5時台に1分15秒間の生中継で紹介する試食・試飲企画）に発展。「早朝グルメ」の水曜分では、「学生時代から遠方の名店へ出向くほど大好き」というラーメンを必ず試食する。
入社直後から中央競馬のレース中継を見始めたことがきっかけで、出走馬のデータや過去の戦績に基づく着順予想を独自に開始。2021年の春季に『競馬予想　丸のりパラビ!』（当時の先輩アナウンサー・高野貴裕がプロデューサーとして立ち上げたParavi向けの配信番組）でアシスタントを務めたほか、この時期から『日刊スポーツ』でGI競走の着順予想コラムを連載している。ちなみに、好きな競走馬はソダシ。
2024年12月8日放送『爆笑問題の日曜サンデー』の番組内に於いて、京都競馬場第11競走「第76回阪神ジュベナイルフィリーズ」の実況を担当。在京キー局の女性アナウンサーが競馬実況を担当するのはテレビを含めてこれが史上初となった。

## 出演番組

### 現在
- スポーツ中継（駅伝・サッカー・競馬）
  - 第8回プリンセス駅伝のテレビ中継（2022年10月23日）で、第2中継所の担当として実況デビュー。プリンセス駅伝とクイーンズ駅伝のテレビ中継では、2023年にも中継所の実況を任されている。2024年の第3回東京レガシーハーフマラソン・女子レースの中継（10月20日にBS-TBSで放送）では、バイクリポートを担当。競馬実況についてはTBSラジオ『爆笑問題の日曜サンデー』内の競馬中継コーナー「サンデー競馬小僧」内で2024年12月8日（詳細前述）より担当。
  - 実況以外では、第39回大分国際車いすマラソンのテレビ中継（BS-TBSと大分放送の共同制作で2019年11月17日に放送）を皮切りに、2020年からニューイヤー駅伝、2023年から全日本高校女子サッカー選手権大会のテレビ中継でリポーターを務めている。

#### 地上波テレビ
- サンデー・ジャポン - 「サンジャポジャーナリスト」の1人として不定期で出演
- THE TIME,／THE TIME' - 生中継リポーター
  - 月 - 金曜日担当：2021年10月1日
  - 両番組共通の「ニュース班」として報道系中継のリポーターを主に務めているほか、「早朝グルメ[21]」を担当。クイーンズ駅伝のテレビ中継で中継所の実況を始めた2022年からは、スタート・フィニッシュ地点とコースの一部区間が設けられている宮城県仙台市から、大会の前々日（金曜日）に「早朝グルメ」の生中継へ出演している。
  - 2024年4月以降は、週3日（月 - 水曜日）の出演に変更。木・金曜日には、後輩アナウンサーの古田敬郷が「ニュース班」の担当を引き継いでいる。
- S☆1（2022年4月 - ）
  - 同期の近藤夏子がメインキャスターへ就任すると同時に、「S☆1競馬予想 うまわん」へ定期的にVTR出演。2023年10月までは単独で登場していたが、翌11月以降の放送では、小沢光葵（TBSラジオの競馬中継で実況を担当する後輩アナウンサー）との対談方式で予想を披露している。
- アッコにおまかせ!（2023年4月2日 - 、） - 「おまかせ!!コレキテル!?」リポーター
- 3つ星エンタメガイド ミテラン（2023年10月3日 - ）
  - 月に1回のペースで水曜日の深夜（木曜日の未明）に放送される関東ローカル番組で、平子祐希（アルコ&ピース）と共にMCを担当。
- JNN NEWS - 平日11時台（『ひるおび』への内包分）のキャスター
  - 木・金曜日担当：2024年4月11日〜2025年3月28日[22]
  - 木曜日担当 2025年4月3日〜
- OAを見た後に…語らナイト（不定期）
  - 2024年4月26日から毎週金曜日の深夜（土曜日の未明）に関東ローカルで放送されている収録番組で、TBSテレビの女性アナウンサーから3人が週替わりで出演。自身の初出演は第2回（5月3日深夜放送分）で、同期の近藤夏子・後輩の南後杏子と揃って登場した。

#### 衛星放送
- 報道1930（BS-TBS） - サブキャスター
  - 金曜日担当：2021年10月1日 - 2024年3月22日
    - 担当期間中は、早朝に『THE TIME'』／『THE TIME,』向けの生中継リポートへ臨んだ後に出演。

  - 木曜日担当：2024年4月11日 -
- TBS NEWS (CS放送) - キャスターを不定期で担当
- 乃木坂お試し中（TBSチャンネル1、2021年2月27日 - ）- ナレーター（2023年4月29日、5月27日放送分では特別講師として出演）

#### YouTube
- GAME × GAME powered by TBS【ガメガメ。】 （メイン出演は2024年2月17日 - ）
  - 元々は先輩アナウンサーの宇内梨沙（2025年退社）がアナウンサー職と兼務している「eスポーツ研究所」の所員として開設したYouTubeチャンネル。2024年から現在のチャンネル名となり、宇内以外のTBSテレビアナウンサーからは初めてメイン出演を経験。篠原自身はチャンネル名が『ゲーム実況はじめました。〜女子アナゲーマー宇内e』→『宇内梨沙/うなポンGAMES』だった2023年までにも、一部の動画でゲスト出演していた。
- TBS NEWS DIG「シノキャリ」 - キャスター
  - 「将来のキャリアに不安がある」というビジネスパーソンに向けたYouTube限定番組で、2024年6月1日から動画のライブ配信を定期的に実施。

### 過去

#### TBS入社後

##### テレビ
- はやドキ!（2019年10月7日 - 2021年9月30日）
  - 月曜→水曜のコーナーキャスターを経て、木曜のサブキャスター[23]を担当。番組終了時点でのキャスター陣からただ1人、後継番組の『THE TIME'』『THE TIME,』で続投している。
- あさチャン!（2020年1月6日 - 2021年9月30日） - サブキャスター（月・火曜日担当）
  - 2020年3月までは、当時前座番組として編成されていた『あさチャン!先出し』にも出演。本編のエンディング付近で進行していた「脳シャキ!30秒クイズ」（月・火曜分）では、自身で考案した脳トレクイズを出題することもあった。『はやドキ!』と同じ日（木曜日）に迎えた最終回でも、同番組に続いてニュースを担当。
- イベントGO！（2019年10月16日 - 2020年3月）- 同期と交代でナビゲーター
- 東大王（2019年から2023年まで解答者として不定期で出演）
  - 番組自体のルールが変更されたため、2023年度以降はレギュラー版には登場していない。ただし、2023年5月20日に編成された生放送の特別番組『SDGsの日』の1コーナーとして放送された際には、「TBSアナウンサーチーム」として喜入友浩と共に出演していた。
- スイモクちゃんねる（BS-TBS）
  - 「趣味の一つ」に挙げているラーメンの食べ歩きを中心に、TBSテレビのアナウンサー企画へ定期的に出演。
- Nスタ（不定期で出演）
  - 平日版：2024年8月29日（後輩アナウンサーの高柳光希と共に第1部の「すたすた中継」でリポートを担当）
  - 日曜版：2022年7月17日・2024年9月1日・2024年9月8日・2024年9月29日（メインキャスター）
    - 担当日には、『JNN NEWS』（日曜昼前分）と『TBS NEWS』（午後帯の関東ローカル向けニュース）のキャスターを兼務。

  - 年末年始短縮版：2020年1月2日・12月31日（レギュラーキャスター陣の年末年始休暇に伴う代演）
- 地球を笑顔にするTV 香川と指原と安住と…SDGsって何だ?スペシャル（2020年11月21日）
- クイズ!オンリー1（2021年2月6日）漢字ブロック解答者
- ラヴィット!（2021年4月 - 9月） - 隔週金曜日に番組内の「JNN NEWS」（9時台）を担当
  - 2022年7月12日放送のコーナー「アルコ&ピースのアナウンサー変身計画」に出演。
  - 2024年4月15日には、『THE TIME'』及び『THE TIME,』がマスターズゴルフ2024最終日の中継に伴い休止となったが、9時台の「JNN NEWS」で本来の担当者である伊藤隆佑が同中継の現地リポーターとして派遣されたため代演。
- 日本沈没-希望のひと- 第4話（2021年11月7日）
- マイファミリー 第2話（2022年4月17日）
- オオカミ少年（2022年9月30日・10月28日放送分の2時間スペシャル）
  - 浜田雅功（ダウンタウン）と日比の進行による事前収録のクイズ企画「ソクオチ」に解答者（「アナウンサーチーム」のメンバー）として参加[24]。
- ひるおび（午後枠のコーナープレゼンター）
  - 水曜日担当：2021年7月7日 - 2021年9月29日
  - 月曜日担当：2021年10月4日 - 2022年3月28日
  - 火曜日担当：2022年4月5日 - 2022年9月27日
    - 2021年10月以降は、『THE TIME'』／『THE TIME,』内の生中継に続いて出演。レギュラー出演を終了した後も、2023年8月23日（水曜日）の午前枠で、本来の担当者である小沢光葵の代役でプレゼンターを務めた[25]。
- DEEPな店の常連さんに密着 イキスギさんについてった - ナレーションを不定期で担当

##### ラジオ
- BLITZ POWER PUSH（2019年10月7日 - 2020年9月25日） - 同期の近藤夏子と交代で隔週出演[26][27]
- アフター6ジャンクション（2019年11月7日・12月27日／2021年8月4日・9月23日・11月1日／2022年2月14日／2023年5月30日・8月21日・9月25日）・アフター6ジャンクション2（2023年10月31日） -  代理パートナー
  - 2023年5月30日（火曜日＝本来は宇垣美里がパートナーを担当）の出演で、レギュラー以外のTBSテレビアナウンサーでは初めての全曜日出演を達成[28]。月曜分の最終放送日（2023年9月25日）にも、本来のパートナーだった熊崎風斗（先輩のスポーツアナウンサー）に代わってパートナーを務めている。
  - 2023年には、9月までの金曜日以外で曜日パートナーを代行する場合には、本番と「アトロク フューチャー&パスト」（1週間の放送内容を振り返る金曜日20時台のコーナー）向けのコメント収録へ臨みながらも、翌朝に『THE TIME'』／『THE TIME,』で中継リポートを通常どおり担当している[29]。同年10月以降についても引き続き、パートナー代理を担当した翌朝も中継リポートを担当している。
- 土曜朝6時 木梨の会。（2020年1月11日 - 2024年3月30日） 
  - 週替わりアシスタントの1人として、同僚の近藤夏子および、山本里菜（2023年10月以降は山形純菜）と交互に出演。
- 生島ヒロシのおはよう定食・生島ヒロシのおはよう一直線（2020年12月31日・2021年1月1日、生島ヒロシの年末年始休暇に伴うパーソナリティ代理[30][31]）
- 赤江珠緒 たまむすび（2021年9月13日） - 赤江珠緒の夏季休暇に伴うパーソナリティ代理
- 井上貴博 土曜日の『あ』（2022年6月11日） - 田中ひとみ（TBSラジオキャスター）の欠席に伴うアシスタント代理
- 朗読のミカタ（2022年10月31日 - 11月4日、JRN全国ネット向けの収録番組）
  - 放送の時期が「食欲の秋」に当たることや、前述したように食事が大好きなことにちなんで、平野レミの著書『おいしい子育て』（ポプラ社）に掲載されている料理のレシピから1日につき1品分を朗読。
- 土曜ワイドラジオTOKYO ナイツのちゃきちゃき大放送（2024年1月13日） - 出水麻衣の欠席[32]に伴うアシスタント代理

##### YouTube
いずれも、「TBS NEWS DIG」の公式チャンネルから定期的に配信。
- TBSアナウンサーの取材log（TBS NEWS）
- 赤坂にサウナを作りたいのです（BS-TBSでも放送） - ナレーター

##### 配信番組
- 競馬予想　丸のりパラビ!（Paravi）
  - 2019年9月29日に伊東楓（当時の先輩アナウンサー）の代行、2021年3 - 9月にレギュラーでアシスタントを担当。

#### TBS入社前

##### テレビ
- めざましテレビアクア（フジテレビ／お天気キャスターとして出演、2017年4月 - 9月）
- めざましどようび（フジテレビ／お天気キャスターとして出演、2017年4月 - 2018年3月）
- クイズプレゼンバラエティー Qさま!!（テレビ朝日／不定期出演）
- プレバト（毎日放送）

## ディスコグラフィ

### 配信
- もうすぐ秋ですネェ - レディオ954名義。AKAと同時配信。

## その他の活動
新聞での連載
- 『日刊スポーツ』（中央競馬の開催期間中に2021年の春季からG1競走の着順予想コラムを執筆）
  - 執筆時点での担当番組にちなんで、2021年の春季のみ「うまチャン!」、2021年の秋季以降は「うまTIME,」というタイトルで金 - 日曜日の紙面に掲載。

定期刊行誌への登場
- 『週刊ビッグコミックスピリッツ』 - 東京大学3年時の2017年に、「『めざましテレビ』のお天気キャスター」として第29号（6月19日発売号）の表紙と巻頭グラビアに登場[1]。
- 『FLASH』（光文社）2023年11月25日・12月2日合併号 - センターグラビア「健やかのお裾分け」[33]

定期刊行誌以外の雑誌媒体への登場
- 美学生図鑑 - 東京大学への在学中に登場[34]

一日警察署長
- 麻生警察署（2017年9月25日）[35]
- 港北警察署（2024年9月20日）[36]